# جاشوا جفریس
جاشوا جفریس (به انگلیسی: Joshua Jefferis) ژیمناست زادهٔ ۲۹ اوت ۱۹۸۵ میلادی اهل کشور استرالیا است.